# Parfymen: Berättelsen om en mördare (film)
Parfymen: Berättelsen om en mördare (tysk originaltitel:  Das Parfum - Die Geschichte eines Mörders ) är en tysk-spansk-fransk-amerikansk dramafilm från 2006. Regin är av Tom Tykwer.

## Handling
Filmen utspelar sig i 1700-talets Frankrike. Jean-Baptiste Grenouille föds med ett fantastiskt luktsinne och blir besatt av dofter, framför allt lukten av unga vackra kvinnor. Hans intresse och goda luktsinne gör honom till en lysande parfymör, men också till en skoningslös mördare.

## Om filmen
Parfymen: Berättelsen om en mördare regisserades av Tom Tykwer, som även skrev filmens manus tillsammans med Andrew Birkin och filmens producent Bernd Eichinger. Manuset är baserat på Patrick Süskinds roman Parfymen – berättelsen om en mördare.

## Rollista i urval
- Ben Whishaw - Jean-Baptiste Grenouille
- Alan Rickman - Antoine Richis
- Rachel Hurd-Wood - Laura
- Dustin Hoffman - Giuseppe Baldini
- Karoline Herfurth - plommonflickan
- David Calder - biskopen i Grasse
- Simon Chandler - borgmästaren i Grasse
- Jessica Schwarz - Natalie
- Sian Thomas - Madame Gaillard
- Corinna Harfouch - Madame Arnulfi
- Paul Berrondo - Dominique Druot
- Timothy Davies - Chenier
- Sam Douglas - Grimal
- Harris Gordon - markisen av Montesquieu
- Sara Forestier - Jeanne
- Joanna Griffiths - Marianne